# Herweg (Wipperfürth)

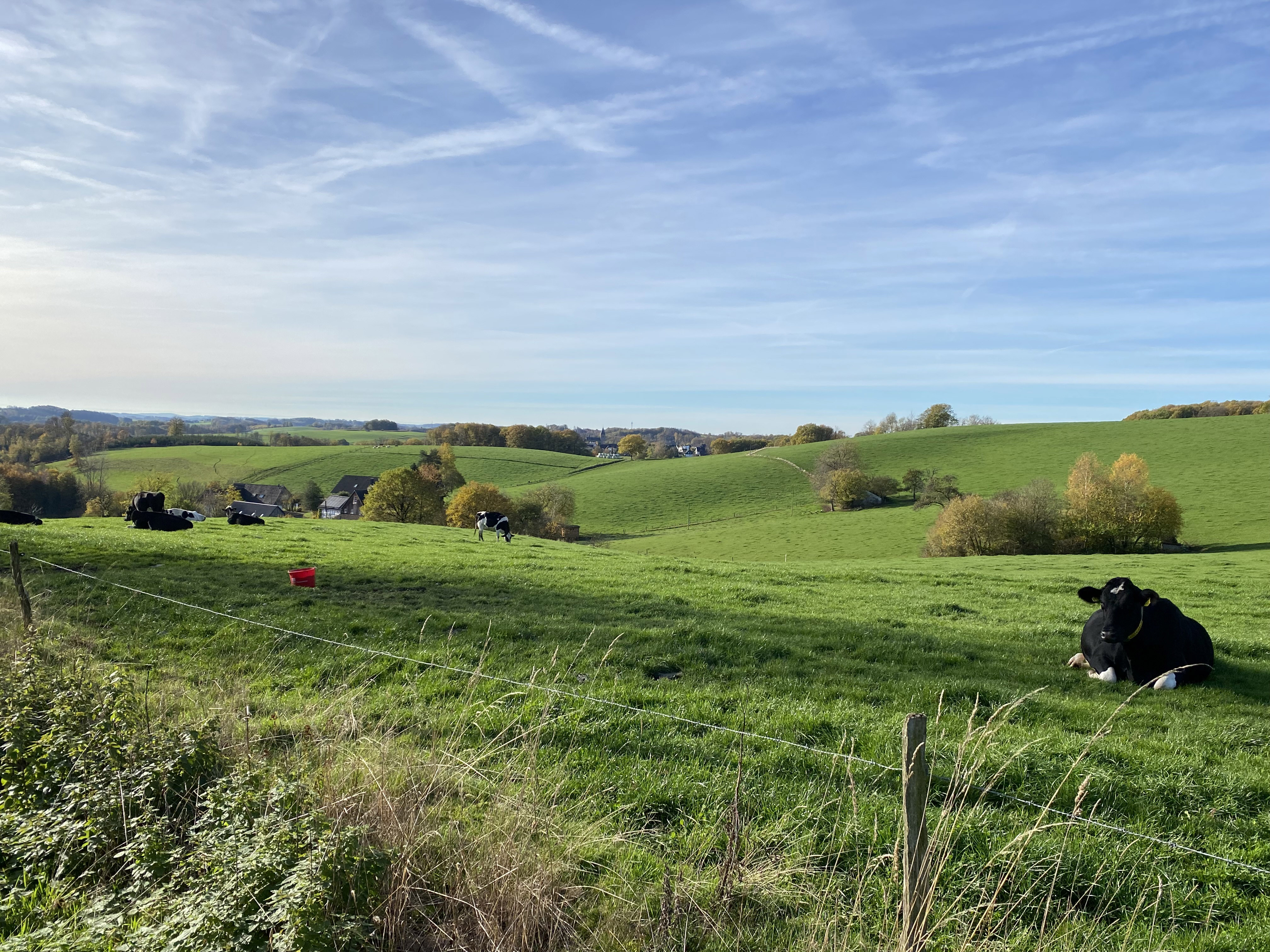
Landschaft bei Herweg – Blick über Grüterich bis Wipperfeld

Herweg ist ein Ortsteil  von Wipperfürth im Oberbergischen Kreis im Regierungsbezirk Köln in Nordrhein-Westfalen (Deutschland).

## Lage und Beschreibung
Herweg liegt im westlichen Wipperfürth im Stadtbezirk Wipperfeld nahe der Bundesstraße 506 zwischen Wipperfürth und Wipperfeld. Im Osten der Ortschaft entspringt ein Nebengewässer des Schwarzenbaches. Den Kern des Ortes bildet ein Landwirtschaftsunternehmen. Nachbarorte sind Grüterich, Schniffelshöh und Kaplansherweg.
Politisch wird der Ort durch den Direktkandidaten des Wahlbezirks 7.1 (071) südwestliches Stadtgebiet im Rat der Stadt Wipperfürth vertreten.

## Geschichte
1443 wird der Ort erstmals unter der Bezeichnung „Herweghe“ in einer Einkunfts- und Rechteliste des Kölner Apostelstiftes genannt. Die urkundliche Ersterwähnung von Herweg gilt aber als unsicher, da es vier Orte mit -herweg im Namen in Wipperfürth gibt. Die Karte Topographia Ducatus Montani aus dem Jahre 1715 zeigt zwei Höfe und bezeichnet diese mit „Herweg“. Die Topographische Aufnahme der Rheinlande von 1825 zeigt auf umgrenzten Hofraum unter dem Namen „Herweg“ fünf getrennt voneinander liegende Grundrisse. In der Preußischen Uraufnahme von 1840 lautet die Ortsbezeichnung „Auf Herweg“. Ab der topografischen Karte der Jahre 1894 bis 1896 wird der heute gebräuchliche Ortsname Herweg verwendet.

## Busverbindungen
Über die Haltestelle Schniffelshöh der Linie 427 (VRS/OVAG) ist Herweg an den öffentlichen Personennahverkehr in dir Richtungen Wipperfürth, Kürten und Bergisch Gladbach an den öffentlichen Personennahverkehr angebunden.

## Wanderwege
Der vom SGV ausgeschilderte Wipperfürther Rundweg und der Bezirkswanderweg 9 von Wipperfürth nach Bergisch Gladbach führen durch den Ort.

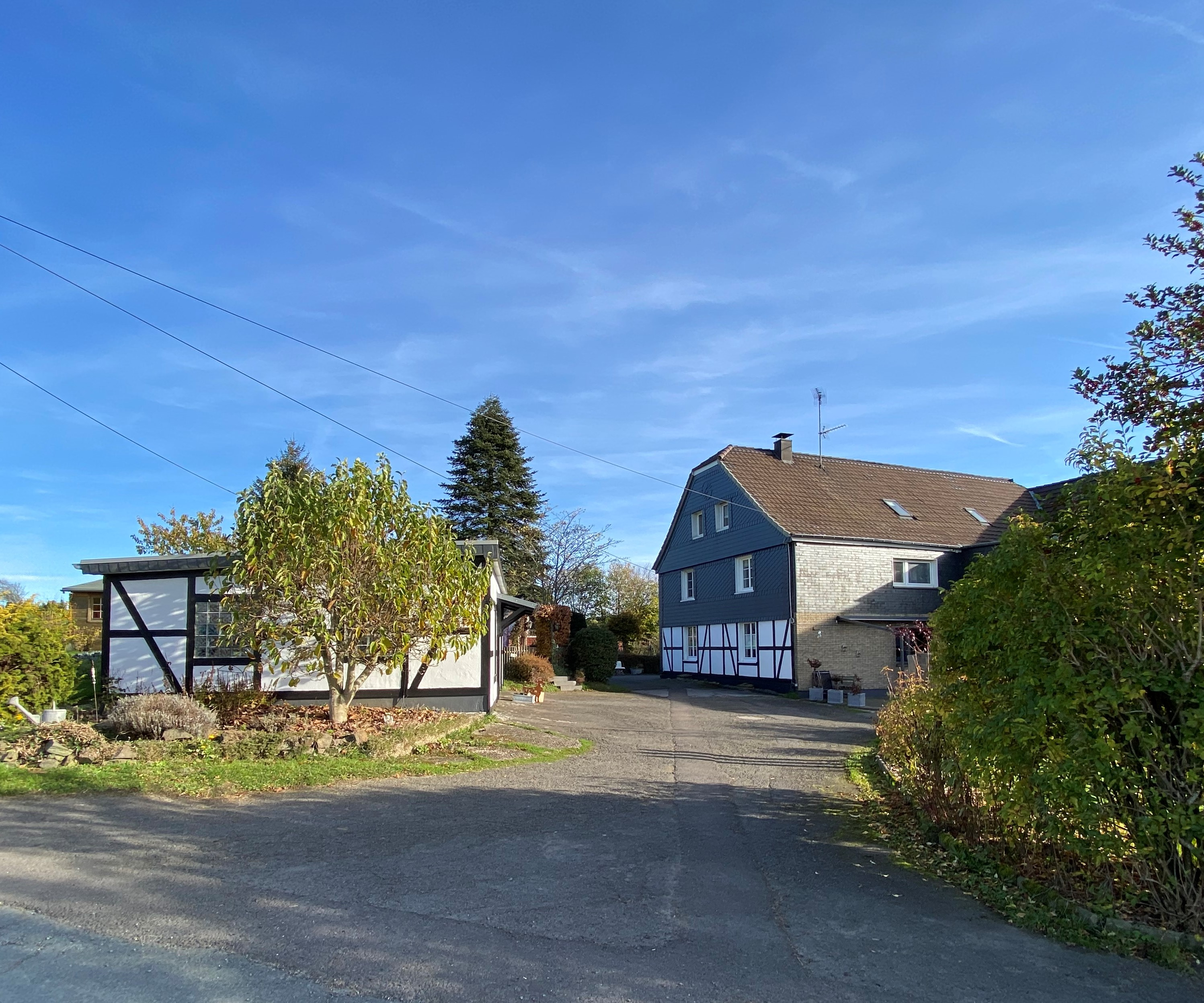
Biohof Herweg 1
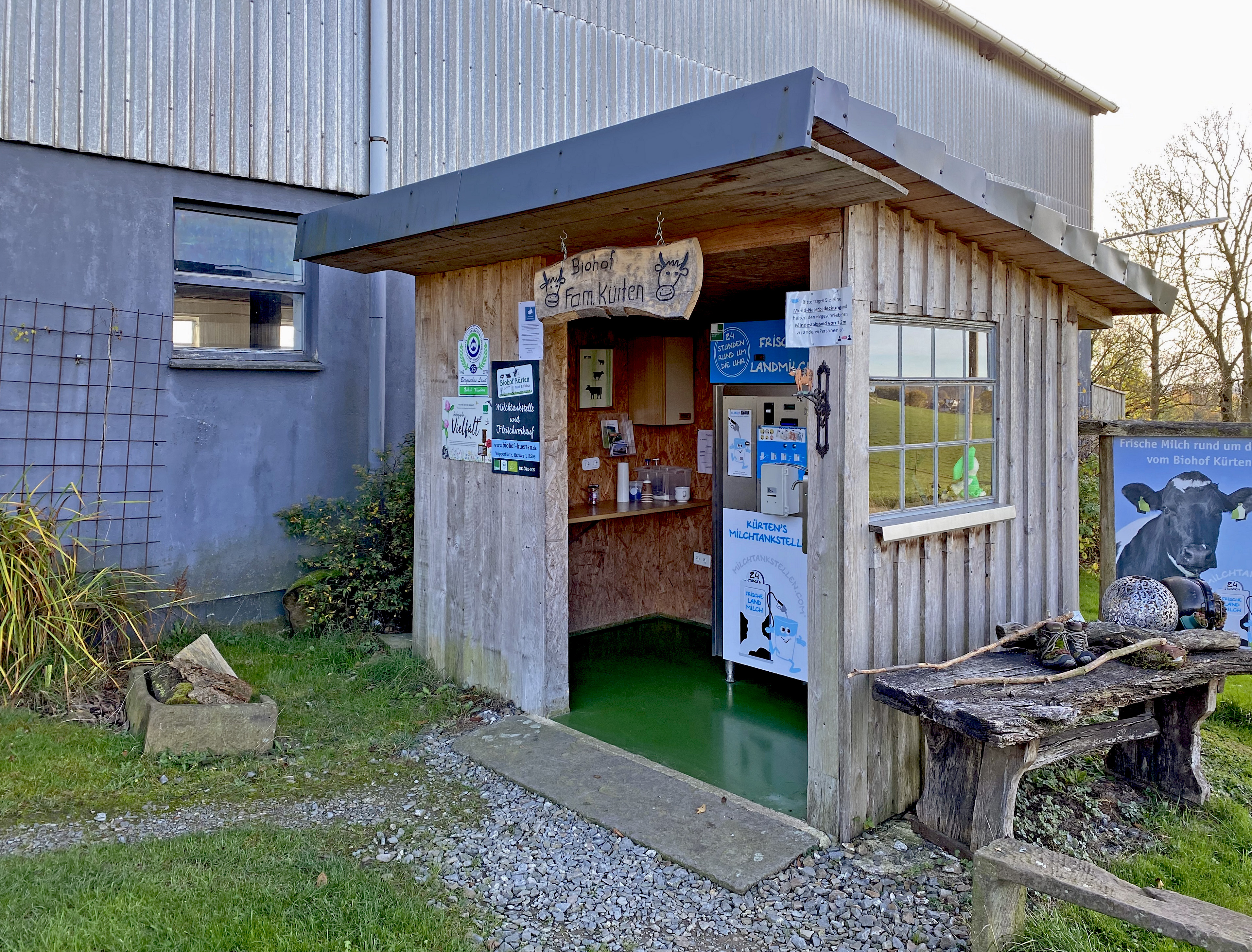
Verkaufsstelle Biohof Herweg 1